# Национальный совет при Президенте Российской Федерации по пенсионной реформе
Национальный совет при Президенте Российской Федерации по пенсионной реформе — в 2001—2004 гг. совещательный орган при Президенте Российской Федерации, созданный для достижения общественного согласия по ключевым вопросам реформирования пенсионной системы.
Образован Указом Президента Российской Федерации от 8 февраля 2001 г. № 137 после того, как подготовленный в результате длительной межведомственной дискуссии проект пенсионной реформы был рассмотрен на совещании у премьер-министра и, в дальнейшем, представлен президенту Владимиру Путину. Этим же Указом утверждены Положение о совете и его состав.
Указ об образовании совета признан утратившим силу Указом Президента Российской Федерации от 25 октября 2004 г. № 1354.

## Предыстория
К началу правления Владимира Путина сложившаяся в России пенсионная система не отвечала потребностям общества и плохо соотносилась с реальными возможностями экономики. Унаследованная Российской Федерацией от советского периода государства, в период правления Бориса Ельцина российская пенсионная не реформировалась коренным образом, а управлялась точечными воздействиями. Первые шаги по подготовке её реформы были сделаны ещё в 1994 году, первая версия концепции реформы была одобрена в 1995ом. Однако длительное время пенсионная реформа не находилась в числе приоритетов. У государства и общества отсутствовало целостное понимание того, как конкретно такая реформа могла бы быть проведена. После прихода к власти Владимира Путина, межведомственная дискуссия о путях реформы интенсифицировалась. Разные ведомства, в чью сферу интересов в той или иной степени входила пенсионная система видели её реформу совершенно по-разному. В частности дискутировались такие вопросы как принцип построения самой системы (солидарный или накопительный), участие в ней частных операторов пенсионных накоплений. К октябрю 2000 года позиции Пенсионного фонда России, Минэкономразвития, а также Министерства труда и социального развития по реформе были, в основном согласованы.  Однако, по мнению администрации Президента обсуждение реформы шло недостаточно динамично и она стояла перед риском надолго остановиться на этапе согласования документов между исполнительной и законодательной властью. В связи с этим возникла необходимость организация проектной совещательной структуры, которая могла бы выступить площадкой для межведомственной проработки конкретных законопроектов и других нормативных актов, регулирующих порядок проведения реформы и взяла бы на себя координацию практических шагов этой реформы. В качестве такой площадки и был создан Совет. Наряду с представителями отдельных ведомств, в состав Совета вошли депутаты Госдумы, представители профсоюзных и других общественных организаций, губернаторы. Это позволило обеспечить согласование позиций заинтересованных в реформе сторон в процессе доработки нормативной базы.

## Официальные задачи Совета
- подготовка предложений Президенту Российской Федерации по выработке государственной политики в области пенсионного обеспечения и основных направлений совершенствования пенсионного законодательства;
- обеспечение взаимодействия между федеральными органами государственной власти, органами государственной власти субъектов Российской Федерации, общественными объединениями, научными и другими организациями при рассмотрении вопросов, связанных с реформированием пенсионной системы;
- разработка рекомендаций по определению основных параметров пенсионной системы, способов, форм и этапов проведения пенсионной реформы и формирование общественного мнения в целях поддержки предлагаемых в этой области решений;
- рассмотрение концептуальных основ совершенствования пенсионной системы и проектов федеральных законов по вопросам пенсионного обеспечения;
- анализ практики применения пенсионного законодательства в ходе реформирования пенсионной системы и подготовка предложений о внесении в него необходимых изменений и дополнений.

## Практическая деятельность
На ранней стадии реформы решения, принятые на заседаниях Совета обеспечили формирование «пенсионного пакета» законопроектов, давших правовую основу для радикального изменения  российской сферы пенсионного обеспечения. В этот пакет вошли проекты будущих законов от 15.12.2001 166-ФЗ «О государственном пенсионном обеспечении в Российской Федерации», от 15.12.2001 167-ФЗ «Об обязательном пенсионном страховании в Российской Федерации», от 17.12.2001 173-ФЗ «О трудовых пенсиях в Российской Федерации», от 24.07.2002 111-ФЗ «Об инвестировании средств для накопительной части трудовой пенсии в Российской Федерации».

## Состав Совета
1. Касьянов Михаил Михайлович — Председатель Правительства Российской Федерации (председатель Совета)
2. Матвиенко Валентина Ивановна — заместитель Председателя Правительства Российской Федерации (заместитель председателя Совета)
3. Брычёва Лариса Игоревна — начальник Главного государственно-правового управления Президента Российской Федерации
4. Гайнуллина Фарида Исмагиловна — заместитель председателя фракции «Отечество — Вся Россия» в Государственной Думе Федерального Собрания Российской Федерации (по согласованию)
5. Глазов Анатолий Федорович — председатель центрального правления Союза пенсионеров России (по согласованию)
6. Говоров Владимир Леонидович — председатель Российского комитета ветеранов войны и военной службы (по согласованию)
7. Гонтмахер Евгений Шлёмович — начальник Департамента социального развития Аппарата Правительства Российской Федерации (секретарь Совета)
8. Греф Герман Оскарович — Министр экономического развития и торговли Российской Федерации
9. Еремеев Олег Витальевич — генеральный директор Координационного совета объединений работодателей России
10. Ермакова Эльвира Леонидовна — депутат Государственной Думы Федерального Собрания Российской Федерации (по согласованию)
11. Жириновский Владимир Вольфович — заместитель Председателя Государственной Думы Федерального Собрания Российской Федерации (по согласованию)
12. Зурабов Михаил Юрьевич — председатель правления Пенсионного фонда Российской Федерации
13. Илларионов Андрей Николаевич — советник Президента Российской Федерации
14. Коков Валерий Мухамедович — Президент Кабардино-Балкарской Республики (по согласованию)
15. Кудрин Алексей Леонидович — заместитель Председателя Правительства Российской Федерации — Министр финансов Российской Федерации
16. Купцов Валентин Александрович — заместитель руководителя фракции «Коммунистическая партия Российской Федерации» в Государственной Думе Федерального Собрания Российской Федерации (по согласованию)
17. Ломакин-Румянцев Александр Вадимович — председатель Всероссийского общества инвалидов (по согласованию)
18. Лужков Юрий Михайлович — мэр Москвы (по согласованию)
19. Морозов Олег Викторович — председатель депутатской группы «Регионы России (Союз независимых депутатов)» в Государственной Думе Федерального Собрания Российской Федерации (по согласованию)
20. Немцов Борис Ефимович — председатель фракции «Союз Правых Сил» в Государственной Думе Федерального Собрания Российской Федерации (по согласованию)
21. Пивненко Валентина Николаевна — председатель Комитета Государственной Думы
22. Полежаев Леонид Константинович — глава администрации (губернатор) Омской области (по согласованию)
23. Починок Александр Петрович — Министр труда и социального развития Российской Федерации
24. Прусак Михаил Михайлович — губернатор Новгородской области (по согласованию)
25. Райков Геннадий Иванович — председатель депутатской группы «Народный депутат» в Государственной Думе Федерального Собрания Российской Федерации (по согласованию)
26. Селезнёв Геннадий Николаевич — Председатель Государственной Думы Федерального Собрания Российской Федерации (по согласованию)
27. Сердюков Валерий Павлович — губернатор Ленинградской области (по согласованию)
28. Строев Егор Семенович — Председатель Совета Федерации Федерального Собрания Российской Федерации (по согласованию)
29. Сумин Петр Иванович — губернатор Челябинской области (по согласованию)
30. Торлопов Владимир Александрович — Председатель Государственного Совета Республики Коми (по согласованию)
31. Трунов Михаил Петрович — председатель совета Всероссийской общественной организации ветеранов (пенсионеров) войны, труда, Вооруженных Сил и правоохранительных органов (по согласованию)
32. Харитонов Николай Михайлович — руководитель Агропромышленной депутатской группы в Государственной Думе Федерального Собрания Российской Федерации (по согласованию)
33. Чайка Юрий Яковлевич — Министр юстиции Российской Федерации
34. Чуб Владимир Федорович — глава администрации (губернатор) Ростовской области (по согласованию)
35. Шаймиев Минтимер Шарипович — Президент Республики Татарстан (по согласованию)
36. Шмаков Михаил Викторович — председатель Федерации независимых профсоюзов России (по согласованию)
37. Явлинский Григорий Алексеевич — руководитель фракции «ЯБЛОКО» в Государственной Думе Федерального Собрания Российской Федерации (по согласованию)